# Herb Brzezin
Herb Brzezin – jeden z symboli miasta Brzeziny w postaci herbu.

## Wygląd i symbolika
Herb przedstawia w polu srebrnym mury miejskie czerwone z otwartą bramą, i trzema wieżami krytymi daszkiem czarnym, z których najwyższa (środkowa) zwieńczona krzyżykiem.
Symbolikę herbu należy interpretować jako znak miejskiego charakteru tego ośrodka, a zwłaszcza jego odmienności prawnej (prawo miejskie) od otaczających wsi. Otwarta brama ma oznaczać otwartość mieszkańców miasta, krzyżyk – chrześcijaństwo.

## Historia
Najprawdopodobniej już wkrótce po lokacji wykonano pierwszą pieczęć miejską Brzezin. Najstarszy zachowany odcisk pochodzi jednak dopiero z dokumentu z 1534 r. W polu tej pieczęci widzimy ceglany mur miejski, a powyżej linii muru – trzy równej wysokości wieże nakryte spiczastymi dachami, z ozdobnymi kulami na szczytach. W każdej wieży były dwa okna, a w wieży środkowej – prawdopodobnie jeszcze wrota.  W następnej znanej pieczęci Brzezin, z 1565 roku, mur miejski zastąpiła ceglana budowla wolno stojąca (być może zamek) z trzema wieżami, z których środkowa była najwyższa. Na relikwiarzu z 1628 r. w kościele parafialnym w Brzezinach zachowało się kolejne przedstawienie symbolu miejskiego znajdujące się w tarczy herbowej. Jest to więc pierwszy prawdziwy herb tego miasta. Przedstawia on ceglany mur miejski z bramą o otwartych wrotach, z trzema dwukondygnacyjnymi wieżami, nakrytymi uproszczonymi hełmami.
Podobny wzór herbu umieszczono na nowej pieczęci miejskiej, znanej z dokumentu z 1678 r. Tu także znalazły się: mur miejski, otwarta brama i trzy wieże pokryte spiczastymi daszkami. Środkowa wieża była najwyższa. W okresie zaborów, ze względu na zakazy prawne władz, miasta musiały zrezygnować z umieszczania na swych pieczęciach dawnych godeł herbowych, które zastąpił oficjalny herb państwowy. Było tak i w przypadku Brzezin. Dopiero w latach 1845–1847 powrócono do tego znaku.

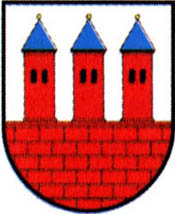
Herb Brzezin (wersja pierwotna)

W projekcie herbu przygotowanym przez władze Brzezin do "Albumu Heroldii" nawiązano do pieczęci z XVI – XVII w., wprowadzając, nieznane wcześniej, barwy: czerwony mur z ciemnoczerwonym otworem bramy i trzema, równej wysokości, czerwonymi wieżami o 1 oknie z, także czerwonymi, spiczastymi daszkami w niebieskim (a pierwotnie być może srebrnym) polu. Nowym elementem były złote krzyżyki na szczycie wież. Herbu tego nie przyjęto z powodu jego "zbyt polskiego charakteru". W 2 połowie XIX wieku władze rosyjskie próbowały związać polską heraldykę miejską z rosyjskimi zwyczajami, odrzucając tradycyjny herb Brzezin, a w polu tarczy umieszczając symbole rolnicze – snop zboża i lemiesz. Nim projekty te weszły w życie, Polska odzyskała niepodległość i powrócono do dawnych symboli.
W okresie międzywojennym Brzeziny, prawdopodobnie z powodu spóźnienia ze złożeniem projektu w ministerstwie spraw wewnętrznych, nie doczekały się zatwierdzenia swego herbu, władze miasta używały jednak pieczęci z, nieco zmodyfikowanym, herbem z XVI – XVII w.: wolno stojąca ceglana budowla z 3 wieżami, z których najwyższa zwieńczona była krzyżem, w otworze bramy umieszczono kratę-bronę. Herb używany po II wojnie światowej, spopularyzowany w różnych publikacjach, nawiązywał do najstarszych pieczęci XVI-wiecznych. W 1990 został on nieco zmodyfikowany i zatwierdzony przez Radę Miejską w obecnym kształcie.